# Peștera (Băița), Hunedoara
Peștera este un sat în comuna Băița din județul Hunedoara, Transilvania, România.

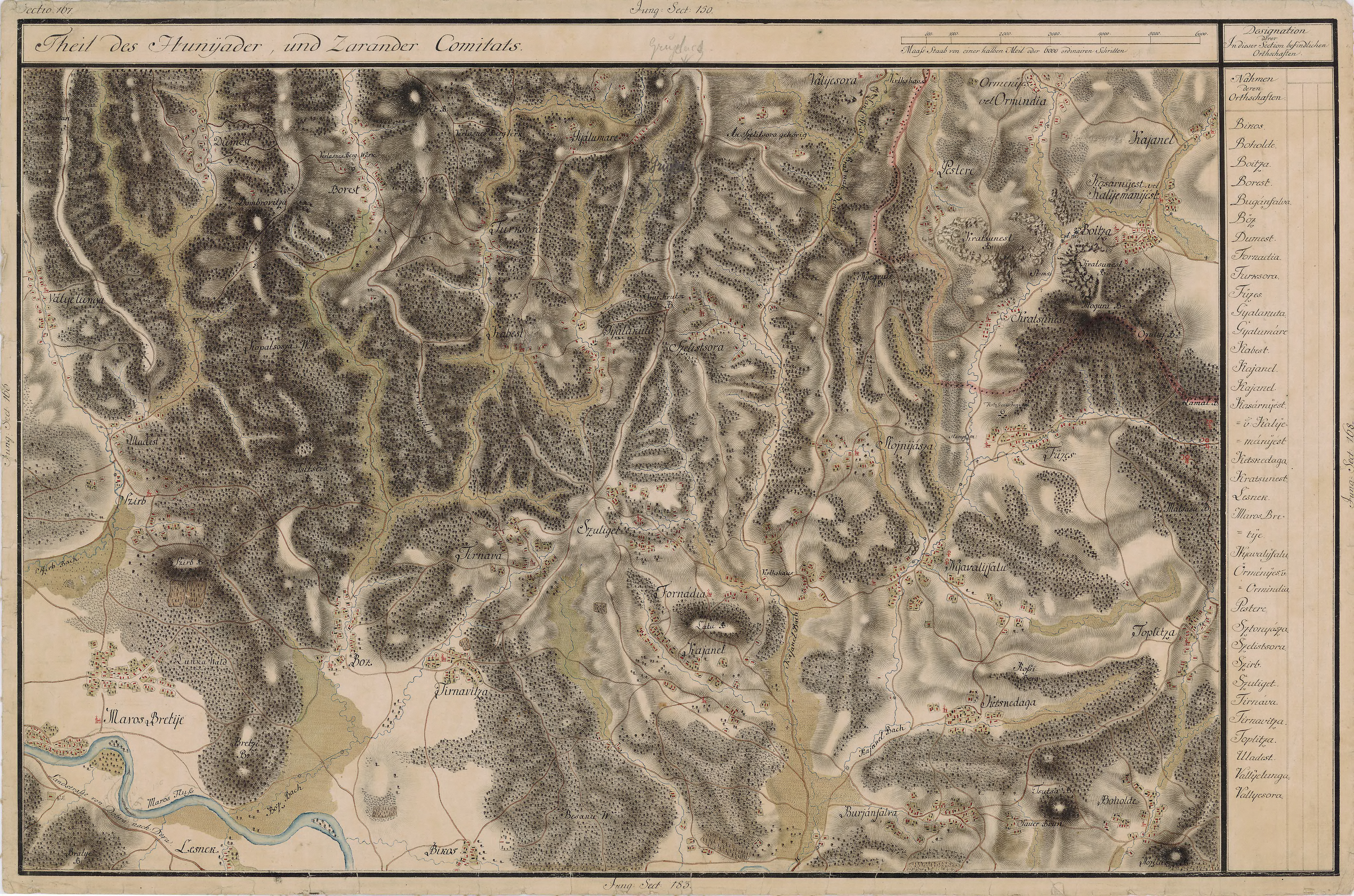
Peștera pe Harta Iosefină a Transilvaniei, 1769-1773

## Vezi și
- Biserica de lemn din Peștera